# Europameisterschaften 1948
Als Europameisterschaft 1948 oder EM 1948 bezeichnet man folgende Europameisterschaften, die im Jahr 1948 stattfanden:
- Artistique-Europameisterschaft 1948
- Dreiband-Europameisterschaft 1948 in Madrid (Spanien)
- Eishockey-Europameisterschaft 1948 im Rahmen des olympischen Eishockeyturniers 1948 in St. Moritz (Schweiz)
- Eiskunstlauf-Europameisterschaften 1948 in Prag (Tschechoslowakei)
- Eisschnelllauf-Mehrkampfeuropameisterschaft 1948 in Hamar (Norwegen)
- Motorrad-Europameisterschaft 1948 in County Antrim (Nordirland)
- Volleyball-Europameisterschaft 1948 in Rom (Italien)